# Langenbach (Taunus)
Langenbach is een plaats in de Duitse gemeente Weilmünster, deelstaat Hessen, en telt 480 inwoners.

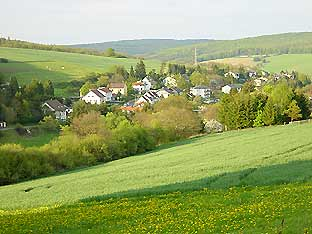
Langenbach
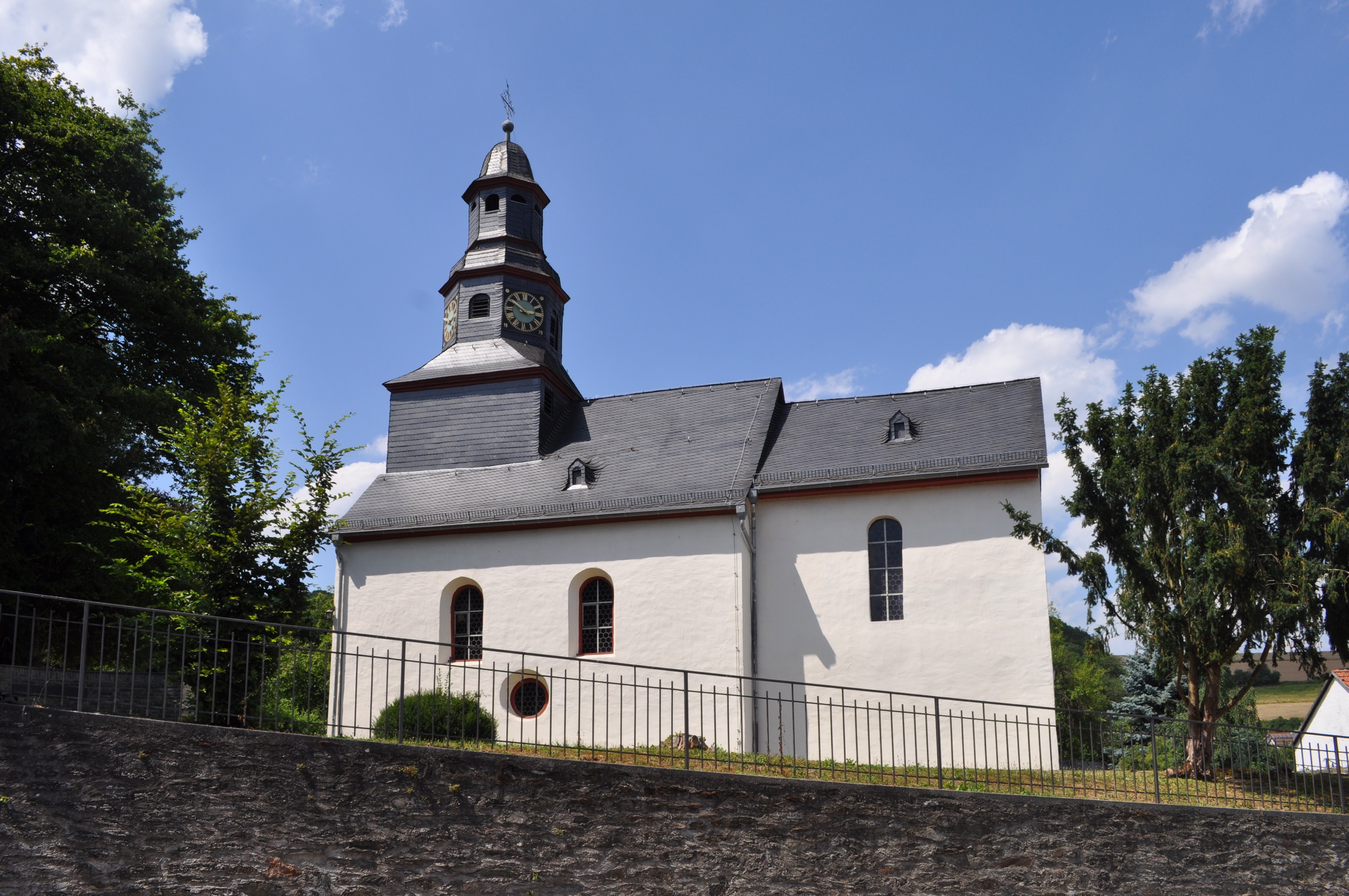
Kerk in Langenbach